# Mosty Bolesława Krzywoustego
Mosty Bolesława Krzywoustego (Annabergbrücke) – zespół dwóch mostów położonych we Wrocławiu, stanowiących przeprawę drogową nad rzeką Widawa. Mosty położone są w ciągu ulicy Bolesława Krzywoustego, po której do końca 2019 roku wyznaczony był przebieg drogi krajowej nr 98 (dawniej nr 8 i równocześnie drogi europejskiej E67). Na lewym brzegu rzeki rozciąga się obszar osiedla Kowale – Mirowiec (południowo-zachodnie przyczółki mostów), a na prawym brzegu rzeki położone jest osiedle Psie Pole (północno-wschodnie przyczółki mostów). Przez most przebiegają linie autobusowe komunikacji miejskiej obsługujące komunikację tzw. Zawidawia.
Pierwszy z mostów (północny), wybudowany został w roku 1953, a drugi, południowy, w 1978 roku. Przeprawa znajduje się w lokalizacji, w której przed II wojną światową znajdował się most o nazwie Annabergbrücke; nazwa upamiętniała bitwę o Górę św. Anny z 1921 roku.
Most północny, to most o długości całkowitej 61,9 m i szerokości całkowitej 14,1 m, w tym 10,1 m to jezdnia oraz chodnik o szerokości 2 m. Nawierzchnia jezdni wykonana została z asfaltobetonu, a chodnika jako bitumiczna. Konstrukcja mostu to trzy przęsła, których elementami nośnymi są dźwigary w postaci sześciu belek żelbetowych typu Gerbera. Most południowy również ma długość 61,9 m, jego szerokość to 11,5 m, chodnik także szerokości 2 m.
3 lipca 2017 r. zakończył się trwający 2 lata remont mostów prowadzony w ramach modernizacji Wrocławskiego węzła wodnego.